# Tampere
Tampere (švedsko Tammerfors, finska švedščina: [tɑmærˈforsː]) je mesto na Finskem in glavno mesto regije Pirkanmaa. Leži v Finskem pojezerju. Prebivalcev Tampereja je približno 255.000, medtem ko ima metropolitansko območje približno 417.000 prebivalcev. Je 3. najbolj naseljena občina na Finskem in drugo najbolj naseljeno mestno območje v državi za metropolitanskim območjem Helsinkov.
Tampere je najbolj naseljeno mesto v notranjosti nordijskih držav. Mestno območje ima približno 340.000 prebivalcev. Je najpomembnejše urbano, gospodarsko in kulturno središče celotne celinske Finske.
Tampere in njegova okolica sta del zgodovinske province Satakunta. Območje je od leta 1831 do 1997 pripadalo provinci Häme; sčasoma je bila pogosto obravnavana kot provinca Tavastia. Na primer, v Uusi tietosanakirja, objavljenem v 1960-ih, je podregija Tampere predstavljena kot del takratne province Tavastia. Okoli 1950-ih so se Tampere in njegova okolica začeli uveljavljati kot ločena provinca Pirkanmaa. Tampere je postal središče Pirkanmaa, Tammermaa pa se je večkrat uporabljal tudi v zgodnjih dneh province, na primer v Suomi-käsikirja, objavljenem leta 1968.
Tampere je stisnjen med dve jezeri, jezero Näsijärvi in jezero Pyhäjärvi, z 18 m razlike v vodni gladini, brzice, ki ju povezujejo, Tammerkoski, pa so bile skozi zgodovino pomemben vir energije, nazadnje za proizvodnjo električne energije. Tampere je znan kot Manchester severa zaradi svoje preteklosti kot središča finske industrije, kar je povzročilo njegov finski vzdevek Manse in izraze, kot je Manserock. Tampere je bil tudi uradno razglašen za svetovno prestolnico savn, ker ima največ javnih savn na svetu.
Helsinki so približno 160 km južno od Tampereja in jih je mogoče doseči s hitrim vlakom Pendolino v 1 uri in 31 minutah in z avtomobilom v 2 urah. Razdalja do Turkuja je približno enaka. Letališče Tampere–Pirkkala je osmo najbolj obremenjeno letališče na Finskem, leta 2017 ga uporablja več kot 230.000 potnikov. Je tudi pomembna tranzitna pot za tri finske ceste: cesto 3 (E12), cesto 9 (E63) in cesto 12. Lahka železnica v Tampereju je imela dve progi, ko je začela obratovati leta 2021.
Tampere je uvrščen na 26. mesto na seznamu 446 hipsterskih mest na svetu in je pogosto ocenjen kot najbolj priljubljeno mesto na Finskem. Pozitiven razvoj Tampereja in metropolitanskega območja se je nadaljeval v 21. stoletju, predvsem zaradi dejstva, da je Tampere eno najprivlačnejših mest na Finskem.
== Etimologija
Čeprav ime Tampere izhaja iz imena brzic Tammerkoski (tako mesto kot brzice se v švedščini imenujejo Tammerfors), je bil izvor Tammer-dela imena predmet številnih razprav. Ánte sprejema preprosto etimologijo Rahkonena in Heikkiläja v protosamskem *Tëmpël(kōškë), *tëmpël pomeni 'globok, počasen del potoka' in *kōškë 'brzice' (povezano s finsko koski), ki je po podatkih Finskega inštituta za jezike postala najbolj sprejeta razlaga v akademskih krogih. Druge teorije vključujejo, da izhaja iz švedske besede damber, kar pomeni 'jez za mlin'; drugo je, da izhaja iz starodavnih skandinavskih besed þambr ('debel trebuh') in þambion ('napihnjen trebuh'), ki se morda nanašajo na obliko brzic. Drugi predlog povezuje ime s švedsko besedo Kvatemberdagar ali bolj pogovorno Tamperdagar, ki se nanaša na kvatre, dneve zahodnega krščanskega liturgičnega koledarja. Predlagana je bila tudi finska beseda za hrast, tammi, čeprav je Tampere zunaj naravnega območja razširjenosti evropskega hrasta.

## Zgodovina

### Zgodnja zgodovina
Najzgodnejše znane stalne naselbine v okolici Tammerkoskega so bile ustanovljene v 7. stoletju, ko so naseljenci z zahoda regije začeli obdelovati zemljo v Takahuhtiju, območju, ki ga večinoma naseljujejo plemena Tavastian. Prebivalstvo je ostalo maloštevilno več stoletij. Do 16. stoletja sta vasi Messukylä in Takahuhti postali največji naselji na tem območju. Druge bližnje vasi so bile Laiskola, Pyynikkälä in Hatanpää. Takrat je na območju Pispala že stoletja obstajala tržnica, kjer je trgovalo predvsem meščanstvo iz Turkuja. Leta 1638 je generalni guverner Per Brahe mlajši ukazal, da se v Tammerkoskem vsako leto organizirata dve tržnici, jesenska na Petrovo v avgustu in zimska na Matijev dan v februarju. Leta 1708 so trg preselili z obrobja Tammerkoskija v Harju in od tam leta 1758 v Pispal.  Prve industrije v regiji Pirkanmaa v 17. stoletju so bili predvsem vodni mlini in žage, v 18. stoletju se je začela razvijati še druga industrija, saj je bilo ustanovljenih več manjših železarn, destilarna Tammerkoski in predilnica Otavala.

### Ustanovitev in industrializacija
Pred ustanovitvijo mesta Tampere je bila sosednja župnija Pirkkala (po kateri je današnja regija Pirkanmaa dobila ime) v srednjem veku upravno najpomembnejša župnija na tem območju. To se je spremenilo v 18. stoletju, ko je Erik Edner, finski pastor, leta 1771-1772 predlagal ustanovitev mesta na bregovih kanala Tammerkoski; uradno ga je kot trg{{efn|Known in Sweden as köping and the Finnish word kauppala.} leta 1775 ustanovil Gustav III. Švedski in štiri leta kasneje, 1. oktobra 1779, je Tampere dobil polne mestne pravice. Takrat je bilo to precej majhno mesto, ustanovljeno na posesti graščine Tammerkoski, medtem ko so bili njegovi prebivalci še vedno večinoma kmetje. Ker je bilo kmetovanje v mejah mesta prepovedano, so se prebivalci začeli zanašati na druge načine preživljanja, predvsem na trgovino in obrt. Leta 1809, ko je Finska postala Veliko vojvodstvo Finska, je imel Tampere še vedno manj kot tisoč prebivalcev.
V 19. stoletju je Tampere prerasel v pomembno tržno mesto in industrijsko središče; na industrializacijo Tampereja je močno vplivala tekstilna tovarna Finlayson, ki jo je leta 1820 ustanovil škotski industrialec James Finlayson. Do leta 1850 je tovarna zaposlovala okoli 2000 ljudi, medtem ko je prebivalstvo mesta naraslo na 4000. Drugi pomembni industrijski obrati, ki so sledili Finlaysonovemu uspehu v 19. stoletju, so bili plavž, strojna tovarna in tovarna lanu Tampella, papirnica Frenckell in tovarna sukna Tampere. Prebivalstvo Tampereja je ob koncu 19. stoletja hitro naraslo, s približno 7000 leta 1870 na 36.000 leta 1900. Na začetku 20. stoletja je bilo Tampere mesto delavcev in žensk, kjer je bila tretjina prebivalstva tovarniških delavcev in več kot polovica žensk. Hkrati se je površina mesta povečala za skoraj sedemkrat in v središču Tampereja so med skromnimi lesenimi hišami zgradili impresivne stanovanjske bloke. Kamnite hiše so Tampereju dale sodoben videz. Izgradnja kanalizacijskega in vodovodnega omrežja ter uvedba električne razsvetljave so bili nadaljnji koraki k modernizaciji; Tampere je bil prvo nordijsko mesto, ki je leta 1882 uvedlo električno razsvetljavo za splošno uporabo. Železniška povezava s Tamperejem od podaljška proge Helsinki-Hämeenlinna (zdaj del glavne proge) prek Toijale je bila odprta za javnost 22. junija 1876.:{{{1}}}
Svetovno znana multinacionalna telekomunikacijska družba Nokia Corporation je prav tako imela svoje začetke na območju Tammerkoski; zgodovina podjetja sega v leto 1865, ko je finsko-švedski rudarski inženir Fredrik Idestam (1838-1916) ustanovil tovarno celuloze na bregovih brzic, druga tovarna celuloze pa je bila odprta leta 1868 v bližini sosednjega mesta Nokia, kjer so bili boljši hidroelektrični viri.

### Geopolitični pomen
Tampere je bilo središče številnih pomembnih političnih dogodkov v zgodnjem 20. stoletju, na primer konferenca Ruske socialdemokratske delavske stranke (RSDLP) leta 1905, ki jo je vodil Vladimir Lenin, ki je potekala v dvorani delavcev v Tampereju med njihovim begom iz Rusije, kjer je med drugim je bilo sklenjeno, da se začne oborožena vstaja, ki je nazadnje pripeljala do oktobrske revolucije 1917 v Ruskem imperiju. Prav tako je bila 1. novembra 1905 med splošno stavko v Keskustoriju razglašena znamenita Rdeča deklaracija.
Po popolni neodvisnosti Finske je Tampere igral pomembno vlogo v državljanski vojni leta 1918, saj je bil med finsko državljansko vojno (28. januar - 15. maj 1918) eden strateško najpomembnejših krajev za Finsko socialistično delavsko republiko (FSWR); mesto je bilo najpomembnejše industrijsko mesto na Finskem na začetku 20. stoletja z ogromno delovnega prebivalstva. Tampere je bil med vojno trdnjava Rdečih, ki ji je poveljeval Hugo Salmela. Bele sile pod vodstvom generala Mannerheima so po bitki pri Tampereju zavzele mesto in 6. aprila 1918 zavzele približno 10.000 rdečih ujetnikov.
Med zimsko vojno je Sovjetska zveza večkrat bombardirala Tampere.[70] Razlog za bombardiranje Tampereja je bil, da je bilo mesto pomembno železniško križišče in je bilo tudi dom državne tovarne letal in tovarne Tampella, ki je proizvajalo strelivo in orožje, vključno z metalci granat. Najbolj uničujoče bombardiranje je bilo 2. marca 1940, ko je bilo ubitih devet ljudi, 30 pa ranjenih. Poleg tega je bilo tistega dne uničenih deset in 30 poškodovanih zgradb.

### Povojno obdobje in sodobnost
Prevladujoča sila v občinski politiki Tampereja po drugi svetovni vojni je bila Os bratov po orožju (aseveliakseli), ki so jo sestavljali predvsem Nacionalna koalicijska stranka in Socialni demokrati. Čeprav je bila sredinska stranka največja politična sila na finskem podeželju, v Tampereju ni imela praktičnega pomena.
Po drugi svetovni vojni se je Tampere povečal z vključitvijo nekaterih sosednjih območij. Messukylä je bil ustanovljen leta 1947, Lielahti leta 1950, Aitolahti leta 1966 in Teisko leta 1972. Tampere je leta 1950 presegel mejo 100.000 prebivalcev. Tampere je bil dolgo znan po svoji tekstilni in kovinski industriji, vendar sta ju v 1990-ih večinoma nadomestili informacijska tehnologija in telekomunikacije. Tehnološki center Hermia v Hervanti je dom številnih podjetij na teh področjih. Yleisradio je začel oddajati svoj drugi televizijski kanal, Yle TV2, iz mesta Ristimäki v Tampereju leta 1965, s čimer je Finska postala prva od nordijskih držav, ki je prejela drugi televizijski kanal, potem ko je štiri leta kasneje začel oddajati švedski SVT2. Tampere je postal univerzitetno mesto, ko se je Socialna univerza leta 1960 preselila iz Helsinkov v Tampere in leta 1966 postala Univerza v Tampereju. Leta 1979 so odprli letališče Tampere-Pirkkala 13 km od središča Tampereja na strani mesta Pirkkala.
Na prelomu 1990-ih je industrija Tampereja doživela veliko strukturno spremembo, saj je bila proizvodnja Tampelle in zlasti tekstilna industrija Tampereja močno osredotočena na dvostransko trgovino s Sovjetsko zvezo, a ko je Sovjetska zveza leta 1991 razpadla, so podjetja izgubila glavne stranke. Zaradi nenadne spremembe in depresije v zgodnjih devetdesetih sta morala Finlayson in Suomen Trikoo drastično zmanjšati svoje poslovanje. Tampella je bankrotirala. Toda čeprav je sprememba pustila ogromno praznega industrijskega prostora v mestnem središču, so ga v zgodnjih 2000-ih postopoma namenili drugim namenom in današnjo mestno podobo Tampereja zaznamujejo predvsem močna IT podjetja, predvsem Nokiine enote za raziskave in razvoj v Tampereju.

## Geografija
Tampere je del regije Pirkanmaa in je obkrožen z občinami Kangasala, Lempäälä, Nokia, Orivesi, Pirkkala, Ruovesi in Ylöjärvi. V Tampereju je 180 jezer, večjih od 10.000 m², sladkovodna telesa pa pokrivajo 24 % celotne površine mesta. Jezera so nastala kot ločeni bazeni od jezera Ancylus pred približno 7500-8000 leti. Najsevernejša točka Tampereja je v Vankavesi Fjardu Teisko, najjužnejša na vzhodnem koncu jezera Hervanta, najbolj vzhodna na severovzhodnem vogalu jezera Paalijärvi v Teisku in najzahodnejša na jugovzhodnem vogalu jezera Haukijärvi blizu meja Ylöjärvi in Nokia. Samo središče mesta obkrožajo tri jezera, Näsijärvi, Pyhäjärvi in veliko manjše Iidesjärvi. Regija Tampere leži v porečju reke Kokemäki, ki se izliva v Botniški zaliv skozi Pori, glavno mesto regije Satakunta. Osnova Tampereja je sestavljena iz sljudnega skrilavca in migmatita, njegova nahajališča gradbenega kamna pa so raznolika: poleg tradicionalnega granita je veliko kremenčevega diorita, tonalita, sljudnega skrilavca in sljudnega gnajsa. Ena najbolj osupljivih geografskih značilnosti Tampereja je greben Pyynikki (Pyynikinharju), velik esker, ki je nastal iz morene med Weichselsko poledenitev. Dviga se 160 m nad morsko gladino in velja za največji prodnati esker na svetu. Je tudi del Salpausselkä, 200 km dolgega grebenskega sistema, ki je ostal iz ledene dobe.
Središče Tampereja (Keskusta) in okrožja Pyynikki, Ylä-Pispala in Ala-Pispala ležijo na ožini med jezeroma Pyhäjärvi in Näsijärvi. Lokacija mesta na robu brzic Tammerkoski med dvema dolgima vodnima tokoma je bil eden glavnih razlogov za njegovo ustanovitev v 1770-ih. Ulice v središču Tampereja tvorijo tipičen mrežni vzorec. Na zahodnem robu mestnega središča je parkovna cesta v smeri sever-jug, Hämeenpuisto (»park Häme« ali »park Tavastia«), ki poteka od obale jezera Pyhäjärvi blizu jezera Näsijärvi. Široka cesta Hämeenkatu poteka v smeri vzhod-zahod od glavne postaje Tampere do Hämeenpuisto in prečka Tammerkoski vzdolž mostu Hämeensilta. Ob Hämeenkatu je tudi najdaljša ulica v središču mesta, Satakunnankatu, ki poteka od Rautatienkatuja do Amuri in prečka Tammerkoski preko mostu Satakunnansilta. Osrednji trg Tampereja se nahaja na zahodnem bregu Tammerkoskija, blizu Hämeensilta. Prometno središče Tampereja je križišče Itsenäisyydenkatu, Teiskontie, Sammonkatu, parkovne ceste Kalevanpuisto ter okrožij Kaleva in Liisankallio.

### Podnebje
Tampere ima vlažno celinsko podnebje Dfb z jasno opredeljenimi štirimi letnimi časi. Podnebje letališča Tampere-Pirkkala, ki je stran od središča mesta, meji na subarktično podnebno območje (Köppnova podnebna klasifikacija Dfc). Zime so hladne in povprečna temperatura od decembra do februarja je pod –3 °C) in lahko doseže –30 °C. Poletja so hladna do topla. Povprečna snežna odeja traja 4-5 mesecev od konca novembra do začetka aprila. Glede na visoko zemljepisno širino in notranjo lego so zime v povprečju precej mile za zemljepisno širino, prav tako povprečna letna temperatura.

## Mestna pokrajina

### = Preporod in nacionalizem
Tampere ima stavbe iz številnih arhitekturnih obdobij. Stara kamnita cerkev Messukylä je edini primer srednjeveške arhitekture. Neoklasicizem iz zgodnjega 19. stoletja predstavlja Stara cerkev v Tampereju in njen zvonik. Gotske stavbe v Tampereju, ki so se razvile iz neoklasicizma, so nova cerkev Messukylä in Aleksandrova cerkev, medtem ko so renesančne stavbe dvorec Hatanpää, mestna hiša Tampere, hiša Ruuskanen in Näsilinna. Romantični nacionalizem je mogoče videti v trgovski hiši, hiši Tirkkonen, hiši Palander, stolnici v Tampereju, centralni gasilski postaji v Tampereju in stavbi Narodne banke v Tampereju. Uporaba rdeče opeke kot gradbenega materiala v industrijskih stavbah vzdolž Tammerkoskega, kot sta tovarni Finlayson in Tampella, je mestu pustila močan imaginarni pečat.

### Funkcionalizem in modernizem
Post-Art nouveau je bil večinoma nordijski, v Tampereju so zgradili kulturno hišo Laikku, hotel Tammer, hišo Tuulensuu in cerkev Viinikka. Potem ko je v 1930-ih funkcionalizem postal prevladujoč slog, so v Tampereju zgradili glavno postajo Tampere, hišo Tempo, avtobusno postajo in bolnišnico Kauppi. Za povojni slog ni enotnega sprejetega izraza, vendar so glavni predstavniki obdobja obnove stavba Finske banke, stavba Amurinlinna in bazen Pyynikki. Racionalistične stavbe modernističnega obdobja predstavljajo Univerza v Tampereju, Centralna bolnišnica Tampere, Sampola, Ekonomska šola, stadion Ratina in cerkev Kaleva. Modernistične zgradbe vključujejo glavno knjižnico Metso, operativni center Hervanta, dvorano Tampere, prizidek univerze in poslovno stavbo Nokia v Hatanpääju.
Središče Tampereja in njegovi zahodni deli so se razvijali v bolj moderni smeri od leta 2010, mesto pa želi imeti središče v svoji prihodnji obliki do leta 2030. Predvsem so bili pripravljeni načrti za območje okoli glavne železniške postaje v obliki projekta "Tampere Deck", ki vključuje novo večnamensko areno in visoke stavbe na tem območju. Nedavno je bilo v središču mesta zgrajeno tudi omrežje lahke železnice. Na obrežju jezer so načrtovani projekti umetnih otokov, ki bi ustvarili nova stanovanjska območja za več tisoč ljudi. Projekti naj bi stali nekaj milijard evrov.

## Gospodarstvo
Regija Tampere, Pirkanmaa, ki vključuje obrobne občine, ima približno 509.000 prebivalcev, 244.000 zaposlenih ljudi, promet pa je leta 2014 znašal 28 milijard evrov.
Po podatkih mednarodnega poslovnega urada Tampere je območje močno na področju strojništva in avtomatizacije, informacijskih in komunikacijskih tehnologij ter zdravstva in biotehnologije ter izobraževanja v industriji celuloze in papirja. Stopnja brezposelnosti je bila septembra 2023 9,2 %. 70 % delovnih mest na območjih je v storitvenem sektorju. Manj kot 20 % jih je v proizvodnem sektorju. 34,5 % zaposlenih ljudi živi zunaj občine Tampere in se v službo vozi v Tampere. Medtem pa 15,6 % prebivalcev Tampereja dela zunaj Tampereja.
Leta 2014 so bili največji delodajalci Kesko, Pirkanmaan Osuuskauppa, Alma Media in Posti Group. Tampere je sedež podjetja Bronto Skylift, proizvajalca zračnih reševalnih in zračnih delovnih ploščadi.
Glede na študijo, ki jo je izvedel Center za raziskave in usposabljanje Synergos Univerze v Tampereju, je bil skupni učinek turizma v regiji Tampere leta 2012 več kot 909 milijonov evrov. Turizem je v regijo prinesel tudi 4805 oseb-let. Največja posamezna atrakcija v Tampereju je zabaviščni park Särkänniemi, ki ga je leta 2016 obiskalo približno 630.000 obiskovalcev. Poleg tega je bilo leta 2015 v hotelih Tampereja opravljenih 1.021.151 prenočitev. Število je preseglo prejšnje rekordno leto z več kot 20.000 nočitvami. Zaradi vsega tega je Tampere drugo najbolj priljubljeno mesto na Finskem za Helsinki v smislu bivanja v hotelih. Počitniški turizem je predstavljal 55,4 % prenočitev, poklicni turizem pa 43,2 %. Zasedenost vseh nastanitvenih obratov z več kot 20 sobami je bila 57,0 %, nastanitvenih obratov v celotni državi pa 48,3 %.
Gospodarski dobiček Tampereja je bil leta 2015 najslabši med velikimi finskimi mesti. V letu 2016 je izguba poslovnega leta znašala 18,8 milijona evrov. V gospodarstvu mesta največ prihodkov predstavljajo davki in državni prispevki. Leta 2015 je mesto prejelo 761 milijonov evrov občinskih davkov. Poleg tega je 61,4 milijona evrov prišlo od davkov od dohodkov pravnih oseb in 64 milijonov evrov od davka na nepremičnine. Davčni prihodki se v letu 2010 niso povečali po pričakovanjih, čeprav se je število prebivalcev mesta povečalo. Na to je vplivala visoka brezposelnost.

## Glavne znamenitosti
Ena glavnih turističnih znamenitosti je zabaviščni park Särkänniemi, ki vključuje znameniti stolp Näsinneula, na vrhu katerega je vrteča se restavracija. Poleg teh je bil včasih v njem tudi akvarij. Druga zanimiva mesta so stolnica v Tampereju, mestna hiša, Tampere, osrednja knjižnica Metso (»Capercaillie«) v Tampereju, cerkev Kaleva (obe je zasnoval Reima Pietilä), dvorana Tampere (ob Hämeenkatu) za konference in koncerte, tržnica Tampere in zgodovinska Razgledni stolp Pyynikki.
Tampere ima vsaj sedem hotelov, med katerimi so najbolj omembe vredni Hotel Tammer, Hotel Ilves in Hotel Torni, najvišja hotelska stavba na Finskem. Tudi zdravilišče Holiday Club Tampere je v okrožju Lapinniemi na obali jezera Näsijärvi. V središču mesta Tampere in njegovih predmestjih je tudi veliko pomembnih nakupovalnih središč; najbolj opazna nakupovalna središča so Ratina, Koskikeskus, DUO, Like in Tullintori.
Tampere je tudi dom enega zadnjih muzejev na svetu, posvečenih Vladimirju Leninu. Muzej je v delavski dvorani Tampereja (vzdolž Hallituskatu), kjer se je Lenin med naslednjo boljševiško konferenco v mestu prvič srečal z Josipom Stalinom. Lenin se je avgusta 1905 preselil v Tampere, vendar je novembra 1907 pobegnil na Švedsko, ko ga je zasledovala ruska Okhrana. Lenin se ni vrnil v noben del Ruskega imperija šele deset let kasneje, ko je izvedel za začetek ruske revolucije leta 1917.
Obstaja veliko muzejev in galerij, vključno z:
- Muzejsko središče Vapriikki, ki vključuje Naravoslovni muzej v Tampereju, Hišo slavnih finskega hokeja, Finski muzej iger, Muzej pošte in Muzej čevljev
- Dvorec Hatanpää in Arboretum Hatanpää
- Palača Näsilinna
- Muzej umetnosti Tampere
- Leninov muzej Tampere
- Muzej Moomin, o Muminih
- Muzej medijev Rupriikki
- Vohunski muzej v Siperii
- Muzej delavskih stanovanj v Amuri
- Največja finska steklena skulptura, ki je v lasti mesta Tampere, Pack Ice / The Mirror of the Sea priznanega umetnika Tima Sarpaneva, je bila nameščena v preddverju nakupovalnega središča KoskiKeskus v središču mesta, dokler je niso preselili v skladišče.

### Pispala
Pispala je greben med obema jezeroma. Razdeljen je na Ylä-Pispala ('Zgornja Pispala') in Ala-Pispala ('Spodnja Pispala'). To je najvišji prodnat greben na svetu, ki se dviga 80 m nad jezerom Pyhäjärvi in približno 160 m nad morsko gladino. V poznem 19. in zgodnjem 20. stoletju, ko je bil del Suur-Pirkkala in njegovega naslednika Pohjois-Pirkkala, je bil uporabljen za namestitev večine industrijskega dela. To je bilo prosto območje, ki so ga gradili ljudje iz delavskega razreda, ki so delali v tovarnah v Tampereju. Pridružil se je Tampereju leta 1937. Trenutno je to stanovanjsko območje, ki ga precej prenavljajo in skupaj s sosednjim Pyynikkijem tvori pomembno zgodovinsko območje Tampereja.